# 南海病院 (徳島県)
医療法人 敬愛会 南海病院（いりょうほうじんけいあいかいなんかいびょういん）は、医療法人敬愛会が運営する徳島県鳴門市鳴門町土佐泊浦にある精神科病院。

## 診療科目
- 精神科
- 心療内科
- 内科
- 歯科

## 沿革
- 1946年 - 鳴門市撫養町に川端南海医院を開設。
- 1950年 - 南海病院と改称。
- 1951年 - 社団 医療法人 南海病院とする。
- 1952年 - 医療法人敬愛会と改称。
- 1965年 - 南海病院付属社会復帰学園を開園。
- 1971年 - 南海病院付属准看護学院を開設。

## 附属施設
- 南海病院附属准看護学院
- 南海病院附属保育所